# Округ Андерсон (Канзас)
Округ Андерсон (енгл. Anderson County) је округ у америчкој савезној држави Канзас. По попису из 2010. године број становника је 8.102. Седиште округа је град Гарнет.

## Демографија
Према попису становништва из 2010. у округу је живело 8.102 становника, што је 8 (0,1%) становника мање него 2000. године.
| Група             | 2000.         | 2010.         |
| Белци             | 7.857 (96,9%) | 7.774 (96,0%) |
| Афроамериканци    | 26 (0,3%)     | 40 (0,5%)     |
| Азијати           | 18 (0,2%)     | 37 (0,5%)     |
| Хиспаноамериканци | 88 (1,1%)     | 123 (1,5%)    |
| Укупно            | 8.110         | 8.102         |